# Fukoza
Fukoza je heksozni dezoksi šećer sa hemijskom formulom . Ona je nađena N-vezana za glikane na ćelijskoj površini kod sisara, insekata i biljki. Ona je fundamentalna podjedinica fukoidanskog polisaharida. Smatra se da je alfa1→3 vezana osnova fukoze ugljeno hidratni antigen za IgE-posredovanu alergiju.
Strukturne osobine po kojima se fukoza razlikuje od drugih šestougljeničnih šećera prisutnih kod sisara su: odsustvo hidroksilne grupe na ugljeniku u 6-poziciji (C-6) i -konfiguracija. Ona je ekvivalentna sa 6-dezoksi--galaktozom. 